# Selenogyrus africanus
Selenogyrus africanus é uma espécie de aranha pertencente à família Theraphosidae (tarântulas).